# 颶風邁克爾
颶風邁克爾（英語：Hurricane Michael）是个非常强大且毁灭性的热带气旋，也是成为了自1992年大西洋飓风季的飓风安德鲁以来第一个袭击美国的5级大西洋飓风。此外，就气压而言，这是在美国本土登陆的第三强大西洋飓风，仅次于1935年劳动节飓风和飓风卡米尔。这是有记录以来第一次以5级飓风影响了佛羅里達狹地，也是登陆第美国本土的第四强的飓风，更是有记录以来10月份袭击美国的最强飓风。
2018年大西洋飓风季的第十三场被命名的风暴，第七场飓风，和第二场大型飓风，迈克尔起源于10月1日在加勒比海西南部形成的广阔低气压。经过近一周的缓慢发展，该扰动于10月7日成为热带低气压。到第二天，迈克尔在古巴西端附近增强为飓风，随着它向北移动。飓风在墨西哥湾迅速增强，10月9日达到大型飓风标准。当它接近佛罗里达狭地时，迈克尔在10月10日在佛罗里达州墨西哥海滩附近登陆之前以160英里/小时（260公里/小时）的峰值风速达到五级标准。10月10日，成为该地区第一个作为5级飓风登陆的飓风，也是该年风季最强的风暴。随着它向内陆移动，风暴逐渐减弱并开始向东北移动，向切萨皮克湾移动，降级为热带风暴接近乔治亚州，并于10月11日晚些时候在弗吉尼亚州南部转变为温带气旋。迈克尔随后增强为强大的温带气旋并最终影响伊比利亚半岛，然后于10月16日消散。
风暴造成至少74人死亡，其中美国59人，中美洲15人。迈克尔造成了估计251亿美元（2018 年美元）的损失,包括中美洲1亿美元的经济损失，对美国战斗机的损失，在廷德尔空军基地的更换成本约为60亿美元，以及至少62.3亿美元的美国保险索赔。仅农业损失就超过了38.7亿美元。作为热带扰动，该系统在中美洲造成大面积洪水，同时在东太平洋上空发生第二次扰动。在古巴，当风暴经过该岛西部时，飓风的狂风使超过 200,000 人失去了电力供应。沿着佛罗里达狭长地带，墨西哥海滩和巴拿马城受迈克尔影响最严重，据报道，由于极端的大风和风暴潮造成灾难性破坏。许多房屋被夷为平地，大片狭长地带的树木被吹到。在传感器出现故障之前，在廷德尔空军基地测得的最大阵风为139英里/小时（224公里/小时）。当迈克尔穿越美国东南部时，强风导致该地区大面积停电。

## 氣象歷史
國家颶風中心於10月6日開始觀察位於墨西哥近海的熱帶擾動。10月7日凌晨，系統吞併位於東北太平洋的熱帶擾動97E後開始有顯著的發展。國家颶風中心判定其為一潛在熱帶氣旋，給予編號14L（Potential Tropical Cyclone fourteen），並於上午將其升格為熱帶低氣壓。10月8日凌晨，國家颶風中心將其升格為熱帶風暴，命名為邁克爾（Michael）。
升格為熱帶風暴後的邁克爾開始爆發增強。當日晚間，國家颶風中心將其升格為一級颶風。10月9日晚間，國家颶風中心將其升格為二級颶風。10月10日凌晨，國家颶風中心將其升格為三級颶風。下午，國家颶風中心將其升格為四級颶風，成為當年第二個達到此級別的颶風（上一個是颶風佛羅倫斯）。

飓风迈克尔于10月10日以最高强度登陆佛罗里达狭地。

10月11日凌晨，邁克爾（Michael）以巔峰強度登陸美國佛羅里達州西北部度假小鎮墨西哥海灘附近。上午，國家颶風中心直接將其降格為一級颶風。下午，國家颶風中心將其降格為熱帶風暴。

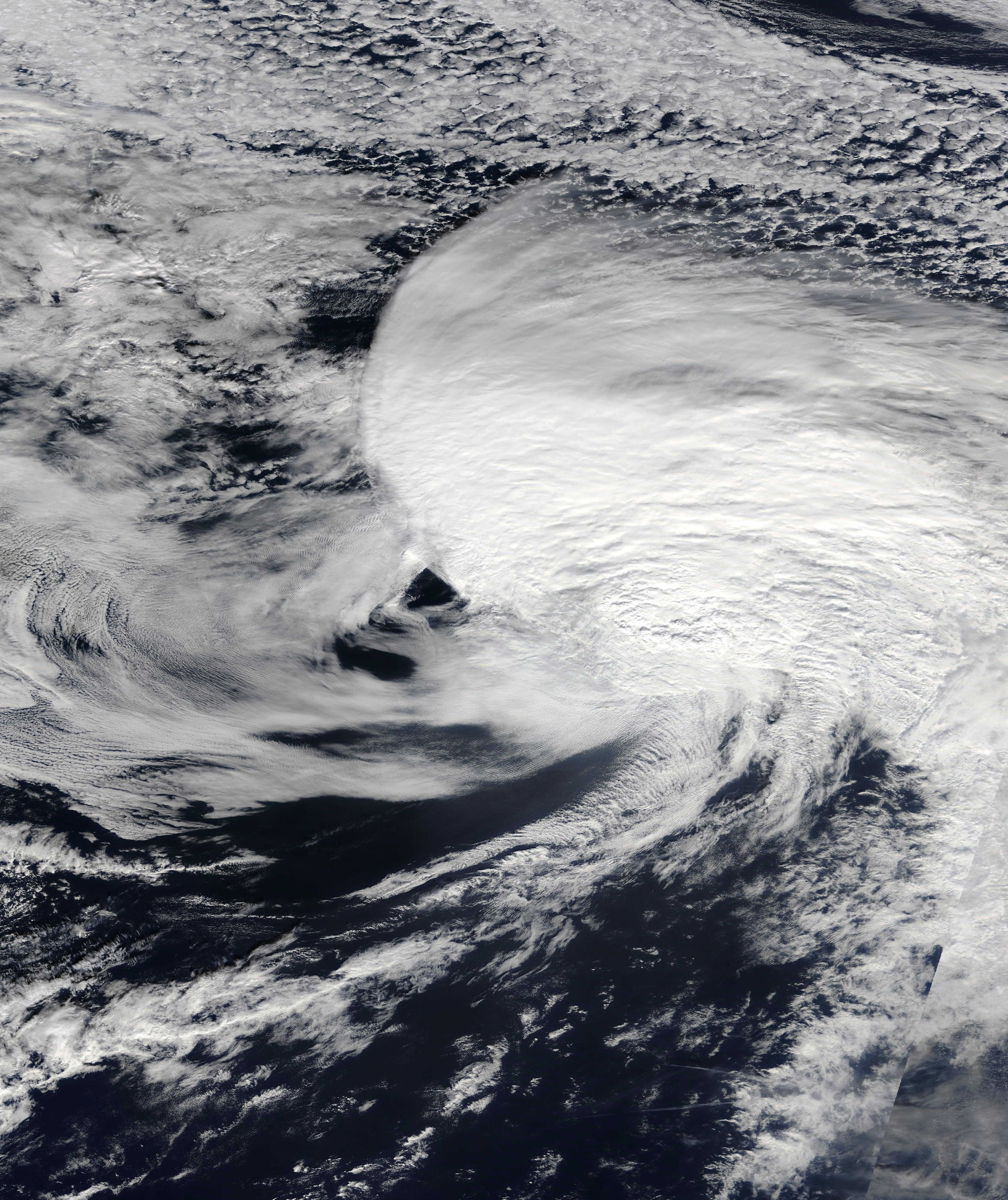
Michael as a hurricane-force extratropical cyclone on October 13

10月12日下午，美國國家颶風中心認為其已經轉化為溫帶氣旋。

### 事後報告
2019年4月19日，美國國家颶風中心發布的事後報告中，把邁克爾的巔峰上調至140節(每小時260公里)，成為該年唯一一個達到薩菲爾-辛普森颶風等級中第五級強度的颶風。